# Ingrid Rentsch
Ingrid Rentsch (* 3. Juni 1928 in Berlin; † 28. oder 29. Dezember 2022) war eine deutsche Schauspielerin.

## Leben
Ingrid Rentsch ging nach dem Besuch der Hebbel-Theater-Schule 1948 mit deren Leiter Ernst Schröder an das von diesem gegründete Rheingau-Theater in Berlin-Wilmersdorf. Über das Berliner Renaissance-Theater und das Theater Tribüne kam sie Mitte der 1950er Jahre an die Volksbühne Berlin und wurde ab Sommer 1967 am Theater der Freundschaft fest engagiert.
Bei der DEFA gab Rentsch 1949 im Alter von 21 Jahren unter der Regie von Erich Engel ihr Filmdebüt in der Verfilmung der Gerhart-Hauptmann-Komödie Der Biberpelz. Zwei Jahre später übernahm sie die Titelrolle im DEFA-Spielfilm Corinna Schmidt (Regie: Arthur Pohl) nach Theodor Fontanes Roman Frau Jenny Treibel. Ab den 1970er Jahren war Rentsch zunehmend als Synchronsprecherin aktiv und übernahm Rollen im DDR-Fernsehen, u. a. in der Krimi-Serie Polizeiruf 110.
Ingrid Rentsch war mit dem 2018 gestorbenen Schauspieler und Regisseur Hans-Joachim Martens verheiratet. Aus einer kurzen Beziehung mit dem Schauspieler Wolfgang Kieling ging der Sohn Florian Martens hervor, der ebenfalls Schauspieler wurde.

## Filmografie
- 1949: Der Biberpelz
- 1951: Corinna Schmidt
- 1951: Professor Nachtfalter
- 1954: Glückliche Reise
- 1958: Mylord weiß sich zu helfen
- 1971: Der Staatsanwalt hat das Wort: Anatomie eines Unfalls (Fernsehreihe)
- 1973: Aus dem Leben eines Taugenichts
- 1974: Die Frauen der Wardins (Fernseh-Dreiteiler)
- 1982: Polizeiruf 110: Schranken (Fernsehreihe)
- 1983: Der Staatsanwalt hat das Wort: Nur einen Schluck
- 1985: Polizeiruf 110: Der zersprungene Spiegel
- 1985: Zahn um Zahn (Fernsehserie, 1 Episode)
- 1985: Die dritte Frau (Fernseh-Zweiteiler)
- 1987: Polizeiruf 110: Die alte Frau im Lehnstuhl
- 1987: Bebel und Bismarck (Fernseh-Dreiteiler)
- 1987: Polizeiruf 110: Explosion
- 1988: Polizeiruf 110: Der Kreuzworträtselfall
- 1989: Späte Ankunft (Fernseh-Zweiteiler)
- 1989/2021: Wir bleiben treu
- 1991: Letzte Liebe (Fernsehfilm)
- 1991: Polizeiruf 110: Der Riß
- 1991: Areolina (Fernsehserie, 3 Episoden)

## Theater
- 1948: Friedrich Schiller: Don Carlos – Regie: Ernst Schröder (Rheingau-Theater, Berlin)
- 1948: Howard Lindsay/Russel Crouse: Der Herr im Haus – Regie: Kurt Raeck (Renaissance-Theater (Berlin))
- 1953: Jean Anouilh: Medea – Regie: Falk Harnack (Tribüne, Berlin)
- 1957: Leo Tolstoi: Die Macht der Finsternis (Tochter) – Regie: Fritz Wisten (Volksbühne Berlin)
- 1957: Caron de Beaumarchais: Der tolle Tag – Regie: Kurt Jung-Alsen (Volksbühne Berlin)
- 1959: Harald Hauser: Im himmlischen Garten (Wu An, Leibeigene) – Regie: Franz Kutschera (Volksbühne Berlin)
- 1960: Carl Sternheim: Der Kandidat (Miss Evelyn) – Regie: Fritz Wisten (Volksbühne Berlin)
- 1961: Robert Adolf Stemmle/Erich Engel: Affäre Blum (Christina Burmann) – Regie: Hagen Mueller-Stahl (Volksbühne Berlin)
- 1963: Leo Tolstoi: Krieg und Frieden (Marja) – Regie: Wolfgang Heinz/Hannes Fischer (Volksbühne Berlin)
- 1964: Manfred Bieler: Nachtwache (Genossenschaftsbäuerin) – (Volksbühne Berlin – Theater im III. Stock)
- 1966: Jean Anouilh: Jeanne oder die Lerche – Regie: Hans-Joachim Martens (Volksbühne Berlin)
- 1967: Michail Swetlow: Spiel vor dem Feind – Regie: Horst Hawemann (Theater der Freundschaft, Berlin)
- 1968: Claus Hammel: Morgen kommt der Schornsteinfeger – Regie: Horst Hawemann (Theater der Freundschaft, Berlin)
- 1968: Günther Deicke/Ruth Zechlin: Reineke Fuchs (Oper für Schauspieler) – Regie: Heiner Möbius (Theater der Freundschaft, Berlin)
- 1969: Bosko Trifunovic: Das Märchen vom Kaiser und vom Hirten – Regie: Horst Hawemann (Theater der Freundschaft, Berlin)
- 1969: Pawel Maljarewski: Das Rübchen – Regie: Peter Ensikat/Horst Hawemann (Theater der Freundschaft, Berlin)
- 1969: Heinz Kahlau: Musterschüler – Regie: Horst Hawemann (Theater der Freundschaft, Berlin)
- 1970: Pantscho Pantschew: Die vier Pelzmützen – Regie: Mirjana Erceg (Theater der Freundschaft, Berlin)
- 1971: William Shakespeare: Die Komödie der Irrungen – Regie: Heiner Möbius (Theater der Freundschaft, Berlin)
- 1973: Elke Erb/Adolf Endler: Das bucklige Pferdchen – Regie: Horst Hawemann (Theater der Freundschaft, Berlin)
- 1974: Alfonso Sastre: Die Geschichte von der verlassenen Puppe (Wirtin) – Regie: Wolfgang Engel (Theater der Freundschaft, Berlin)
- 1975: Elfriede Brüning: Hochverrat – Regie: Horst Hawemann (Theater der Freundschaft, Berlin)
- 1974: Michail Bulgakow: Don Quijote – Regie: Mirjana Erceg (Theater der Freundschaft, Berlin)
- 1976: Heinz Kalau: Der gestiefelte Kater – Regie: Wolfgang Engel (Theater der Freundschaft, Berlin)
- 1977: Horst Hawemann: Tschapai … Tschapai … Tschapajew – Regie: Joachim Siebenschuh/Mirjana Erceg (Theater der Freundschaft, Berlin)
- 1978: Margarete Steffin: Wenn er einen Engel hätte – Regie: Wolfgang Engel (Theater der Freundschaft, Berlin)
- 1978: Dieter Süverkrüp: Das Auto Blubberbumm – Regie: Herbert Fischer (Theater der Freundschaft, Berlin)
- 1978: Eugen Eschner: Frühlingskapriolen – Regie: Mirjana Erceg (Theater der Freundschaft, Berlin)
- 1979: Irina Karnauchowa/Leonid Brausewitsch: Die feuerrote Blume – Regie: Wladimir L. Kusmin (Theater der Freundschaft, Berlin)
- 1979: Horst Hawemann: Kokori – Regie: Horst Hawemann (Theater der Freundschaft, Berlin)
- 1983: Jewgeni Schwarz: Der nackte König – Regie: Joachim Siebenschuh (Theater der Freundschaft, Berlin)
- 1987: Molière: Der Tartuffe – Regie: Carl-Hermann Risse (Theater der Freundschaft)
- 1989: Ken Campbell: Die Schlündelgründler (Politesse Knastel) – Regie: Carl-Hermann Risse (Theater der Freundschaft, Berlin)
- 1990: Rainer Gerlach/Rolf-Hans Müller: Der gestiefelte Kater (Märchenmusical) (Schustersfrau) – Regie: Rainer Gerlach (Theater der Freundschaft, Berlin)

## Hörspiele
- 1962: Nakamura Schinkichi: Die Spieluhr (Blindes Mädchen) – Regie: Helmut Molegg (Rundfunk der DDR)
- 1963: Alexander Ostrowski: Der Wald (Aksjuscha) – Regie: Hans Knötzsch (Hörspiel – Rundfunk der DDR)
- 1964: Georg W. Pijet: Mietskaserne – Regie: Fritz-Ernst Fechner (Hörspiel – Rundfunk der DDR)
- 1972: Hans Draehmpaehl: Aktion Opa Heidemann (Fräulein Wundermich) – Regie: Detlef Kurzweg (Kinderhörspiel/Rätselsendung – Rundfunk der DDR)
- 1972: Wolfgang S. Lange: Mit Freundschaft hochachtungsvoll - Janusz und Julka (Mutter) – Regie: Detlef Kurzweg (Kinderhörspiel/Kurzhörspiel – Rundfunk der DDR)
- 1975: Branko Hribar: Bum! Bum! Peng! Und aus! (Mutter) – Regie: Peter Groeger (Kinderhörspiel – Rundfunk der DDR)
- 1977: Brüder Grimm: Märchen der Gebrüder Grimm – Der Wolf und die sieben Geißlein (Geißenmutter) – Regie: Heiner Möbius (Kinderhörspiel – Litera)
- 1977: Brüder Grimm: Märchen der Gebrüder Grimm – Dornröschen (13. Weise Frau) – Regie: Heiner Möbius (Kinderhörspiel – Litera)
- 1978: Erika Runge: Die Verwandlungen einer fleißigen, immer zuverlässigen und letztlich unauffälligen Chefsekretärin – Regie: Peter Groeger (Hörspiel – Rundfunk der DDR)
- 1982: Peter Hacks: Das Turmverlies – Geschichten von Henriette und Onkel Titus (Frau Potschka) – Regie: Fritz Göhler (Kinderhörspiel – Litera)
- 1983: Hans Christian Andersen: Die Schneekönigin (Finnin/Schwalbe) – Regie: Rainer Schwarz (Kinderhörspiel – Litera)

## Synchronisationen
| Film                                 | Jahr      | Rolle          | Darsteller          |
| ------------------------------------ | --------- | -------------- | ------------------- |
| Bushido, Schwur der Gehorsamkeit     | 1963      | Hanako         | ?                   |
| Ein kurzer Urlaub                    | 1973      | Die Rothaarige | Angela Cardile      |
| Aus dem Leben eines Taugenichts      | 1973      | Prinzessin     | Aimée Iacobescu     |
| Sutjeska - Heldenkampf in Bosnien    | 1973      | ?              | ?                   |
| Der Lehrling des Medicus             | 1984      | Maria          | Ariadna Schengelaja |
| Miss Marple, (Ep.: Ruhe unsanft)     | 1984–1992 | Mrs. Hengrave  | Georgine Anderson   |
| Miss Marple, (Ep.: Die Schattenhand) | 1984–1992 | Maud Calthrop  | Dilys Hamlett       |
| Die Einladung                        | 1985      | ?              | ?                   |